# Радионова, Светлана Геннадьевна
Светлана Геннадьевна Радионова (род. 5 января 1977, Алма-Ата) — российский государственный деятель. Руководитель Федеральной службы по надзору в сфере природопользования (Росприроднадзора) — главный государственный экологический инспектор Российской Федерации с 24 декабря 2018 года. Действительный государственный советник Российской Федерации 1 класса (2021).

## Образование
В 1999 году окончила Саратовскую государственную академию права по специальности юриспруденция.
В 2011 году получила степень магистра делового администрирования (MBA) в Российском государственном университете нефти и газа имени И. М. Губкина.
В 2012 году окончила Российскую академию народного хозяйства и государственной службы при Президенте Российской Федерации по специальности «финансы и кредит».

## Трудовая деятельность

### Начало карьеры
В 1999—2002 годах — помощник прокурора, старший помощник прокурора города Жуковский, Московской области.
В 2002—2008 годах — помощник прокурора, старший помощник прокурора Савёловской межрайонной прокуратуры города Москвы и Центрального административного округа.
В 2008—2009 годах — референт отдела Главного управления процессуального контроля, Главного организационно-инспекторского управления Следственного комитета при прокуратуре РФ.
В 2009—2010 годах — начальник Управления обеспечения разрешительной и надзорной деятельности, начальник Управления обеспечения организационно-контрольной и лицензионно-разрешительной деятельности Ростехнадзора.
В 2010—2018 годах — заместитель руководителя Федеральной службы по экологическому, технологическому и атомному надзору (Ростехнадзор) Н. Г. Кутьина и А. В. Алешина. В её обязанности входила работа с предприятиями нефтегазового сектора. Светлана Радионова отвечала за промышленную безопасность на добывающих и перерабатывающих производствах. По её инициативе наладили взаимодействие между бизнесом и властью, внедрили практику политики четырёхсторонних соглашений.
В 2015—2018 годах входила в состав Правительственной комиссии по вопросам топливно-энергетического комплекса и повышения энергетической эффективности экономики.

### Росприроднадзор
24 декабря 2018 года распоряжением председателя Правительства России Д. А. Медведева № 2923-р от 24 декабря 2018 назначена руководителем Федеральной службы по надзору в сфере природопользования (Росприроднадзор) — главным государственным экологическим инспектором Российской Федерации.
В течение двух лет реформировала структуру Росприроднадзора.
В апреле 2019 года подписала приказ о возобновлении работы Научно-технического совета при ведомстве, в задачи которого входит решение как глобальных, так и конкретные экологических проблем.
Неоднократно заявляла о необходимости введения четких и единых требований к экологичности российских предприятий. На 2022 год являлась сторонницей диалога с бизнесом в формировании национальных стандартов, в том числе и с участием представителей большой четверки аудиторско-консалтинговых компаний: Deloitte, PricewaterhouseCoopers, Ernst & Young и KPMG.
На 2021 год являлась действительным государственным советником РФ 1 класса.

#### Утечка дизельного топлива в Норильске
Согласно расследованию «Новой газеты», 3 июня 2020 года Светлана Радионова, находясь в должности главного государственного экологического инспектора Российской Федерации, посетила место экологической катастрофы, вызванной дочерним предприятием корпорации «Норникель», на частном самолёте, стоящем на балансе этой самой корпорации. По информации журналистов, перелёт Радионовой на бизнесджете был профинансирован структурами «Норникеля». Министр природных ресурсов и экологии Дмитрий Кобылкин отметил, что лично поторапливал Радионову, а данный рейс был самым быстрым способом добраться до места аварии. Кроме того, на борту помимо Светланы были специалисты «Норникеля»
В июле 2020 года Росприроднадзор завершил подсчет ущерба окружающей среде по данному инциденту. В октябре состоялось первое заседание по иску Росприроднадзора к «Норильско-Таймырской энергетической компании». Светлана Радионова лично участвовала в процессе. В феврале 2021 года состоялось финальное заседание по делу: суд обязал «Норникель» выплатить 146 млрд рублей в качестве компенсации за ущерб, причиненный природе в результате ЧП на ТЭЦ-3.

#### Работа с общественностью
Активно ведёт социальные сети, рассказывая в постах о поездках, о судебных решениях, о загрязнениях, отравленных реках, жестоком обращении с животными и многом другом.
В 2020 году с многократным отрывом от других участников победила в голосовании «Главное женское лицо экологической политики 2020» одного крупного телеграм-канала.
В 2021 году Светлана Радионова инициировала закрытие полигона «Северная Самарка» под Санкт-Петербургом после массовых обращений жителей в социальных сетях.
В январе 2022 года Светлана Радионова устроила в своём аккаунте Инстаграм опрос, в котором попросила подписчиков рассказать о наиболее экологически загрязнённых местах. По итогам голосования она выбрала три, которые включила в свой график командировок.

## Состояние
В 2017 году задекларировала доход в 400 тысяч рублей в месяц. На должности начальника управления Ростехнадзора, Радионова, в последний год, задекларировала доход в 741 тыс. руб., затем, спустя год, уже как замруководителя службы, почти в два раза больше — 1 млн. 360 тыс. рублей. По итогам 2012 года — около 11 млн. руб. В последующие годы, Радионова указывала в качестве дохода от 4 до 5 миллионов. В качестве недвижимости, последние несколько лет, Радионова указывает квартиру в 65 кв. м, которая находится у неё в пользовании. О предпринимательской деятельности официально ничего не известно.
Сумма декларированного дохода за 2017 год — 4,833 млн рублей.
Сумма декларированного дохода за 2019 год — 27,297 млн рублей.

## Критика
Фонд борьбы с коррупцией опубликовал в июне 2020 года расследование, согласно которому родители Радионовой, пенсионеры Геннадий и Татьяна Радионовы, владеют элитной недвижимостью, часть которой записана на их фирму, в России и Франции стоимостью 720 млн рублей. Ранее СМИ сообщали о некоторых из этих объектов недвижимости. Согласно информации Росреестра, Геннадий Радионов был учредителем нескольких компаний и индивидуальным предпринимателем. 
По данным «Новой Газеты», мать Радионовой числится владельцем 120 кв. м. квартиры в Басманном районе, отец является владельцем апартаментов в комплексе Bay Side на курорте Жуан-ле-Пен, около Ниццы, а сама Светлана Радионова, с 2015 года, более 40 раз летала из Москвы в Ниццу. Также на родителей оформлен ряд компаний в России и Франции. Министр природных ресурсов и экологии Дмитрий Кобылкин при ответе на вопрос об этих активах ответил, что при приёме на работу Светлана Радионова очень тщательно проверялась.
После выхода расследования ФБК 30-летний Иван Александрович Михальченко подал в суд на владеющую сайтом narod-novosti.com компанию ООО «Софт», где во второй половине 2020 года вышло 30 статей почти схожего содержания. Тексты подробно пересказывали расследования, но добавлялось упоминание Михальченко, который будто работал в Росприроднадзоре и был «главным соперником» Радионовой в борьбе за должность главы ведомства, но погорел на аморальном поведении. Компания — владелец сайта была подставной — в том же году ее еще как минимум три раза использовали в судах, чтобы запретить писать компрометирующие статьи о других известных людях и фирмах, её учредитель и гендиректор фирмы Ирина Комарова была сотрудницей продуктовых супермаркетов и клиентом микрофинансовых организаций. В итоге, рассмотрев дело всего за один день (хотя одно решение по нему занимает более 100 страниц), судья встал на сторону истца и потребовал удалить материалы с указанного в иске сайта, а также запретил всю упомянутую в материалах информацию к публикации на территории страны. Чтобы журналисты ничего не узнали о подставных истце и ответчике, суд даже скрыл текст своего решения.

#### Цензура в Интернете
К июню 2020 года Роскомнадзор заблокировал около ста сайтов с негативной информацией о Радионовой. В июле 2021 года поисковые системы «Яндекс» и Google убрали некоторые ссылки о Радионовой по запросам «Светлана Радионова», «Светлана Радионова Франция», «Светлана Радионова Ницца» о её доме под Ниццей, ссылаясь на российский федеральный закон «О персональных данных», предоставляющий «право на забвение». 

## Личная жизнь
По данным «Новой газеты» и других журналистских расследований, ещё со студенческих времён Радионову связывали романтические отношения с соратником Игоря Сечина председателем правления компании «СОГАЗ», Антоном Устиновым.

## Награды
- Звание «Почётного работника топливно-энергетического комплекса»[8].
- Орден Почёта (30 мая 2012) — «За достигнутые трудовые успехи и многолетнюю добросовестную работу»[26].
- Медаль ордена «За заслуги перед Отечеством» II степени (11 июля 2021) — «За заслуги в охране окружающей среды и природных ресурсов, многолетнюю добросовестную работу»[27].